# دونالد مورو
دونالد مورو هو سياسي كندي، ولد في 19 ديسمبر 1908 في ساوث دونداس في كندا، وتوفي في 29 مارس 1995 في أوتاوا في كندا. حزبياً، نشط في حزب أونتاريو المحافظ التقدمي. وقد انتخب عضو برلمان مقاطعة أونتاريو.